# Trichocentrum wagneri
Trichocentrum wagneri är en orkidéart som beskrevs av Franco Pupulin. Trichocentrum wagneri ingår i släktet Trichocentrum och familjen orkidéer. Inga underarter finns listade i Catalogue of Life.